# Lý Sơn
Ly Son (en vietnamita: Lý Sơn; y anteriormente conocida como Cù Lao Ré e Isla Cantón (Poulo Canton)) es una isla y también de un distrito en la provincia de Quang Ngai, en la costa sur y central de Vietnam.
El distrito abarca aproximadamente 9,97 km² de tierra, con dos islas volcánicas costa afuera en el Mar Meridional de China, y algunos islotes. La isla principal, Lý Sơn (Cù Lao Ré) tiene tres cráteres importantes, el mayor de ellos es el Monte Thoi Loi (Thới Lới). Las aguas hidrotermales de Lý Sơn proporcionan calor para la planta de energía local. La isla secundaria se conoce como Pequeña Isla (Cù Lao Bờ Bãi) y también está muy poblada.